# Muurzesoog
De muurzesoog of Beierse muurspin (Segestria bavarica) is een spinnensoort die behoort de familie van de zesoogspinnen (Segestriidae).
De spin behoort tot het geslacht Segestria. Segestria bavarica werd in 1843 beschreven door Carl Ludwig Koch.